# 콜드 마운틴
《콜드 마운틴》(영어: Cold Mountain)은 2003년 앤서니 밍겔라가 각본 및 감독을 맡은 서사 영화, 전쟁 영화이다. 이 영화는 찰스 프레이저의 베스트셀러 동명 소설에 기반하였다. 주드 로, 니콜 키드먼, 러네이 젤위거가 주연으로, 내털리 포트먼, 필립 시모어 호프먼, 멜로라 월터스, 지나 말런, 조반니 리비시가 조연으로 등장한다. 미국 내전 막바지에 연합군에서 탈영한 상처입은 군인이 그의 진정한 사랑인 에이다 먼로에게로 돌아가기 위해 가는 여정을 그리고 있다.
콜드 마운틴은 비평가들에게 긍정적인 평가를 받았고 여러개의 주요한 상을 휩쓸었다. 러네이 젤위거가 영화 속 배역으로 아카데미 상, BAFTA 상, 골든 글로브 상, 영화 배우 협회 상을 받았다. 또한 영화는 박스 오피스에서 성공을 거두었고 전 세계 적으로 모두의 예상을 깨고 그 예산의 두 배가 넘는 수익을 벌었다.

## 줄거리
이야기는 노스캐롤라이나주 콜드마운틴에서 온 조용한 남자 인만(주드 로 분)의 시점에서 일련의 플래시백을 통해 흘러간다. 그는 새 전도사의 딸인 에이다(니콜 키드먼 분)를 만난다. 그러나, 그들의 관계가 진전되기 시작할 때, 내전이 시작되고 인만은 전쟁에 참여하라고 강요받는다.
영화는 1864년 피터즈버그 포위 작전을 보여준다. 심각한 부상으로 고통을 겪은 후에, 인만은 남군의 육군 병원으로 옮겨지고 거기서 그와 같이 오래 지속되고 끔찍하게 파괴적인 전쟁으로 인해 반감을 품게 된 다른 군인들과 함께 건강을 회복해간다. 에이다에게 콜드 마운틴으로 돌아오라고 애원하는 편지를 받았을 때, 그는 불가피하게 전쟁으로 다시 돌아갈 수 밖에 없다는 것을 깨닫는다. 결국 그는 군을 탈영하기로 결심하고 그날 밤 고향으로 돌아가기 위한 아주 위험한 여정을 시작하기에 이른다.
에이다에게로 돌아가기 위한 인만의 여정은 온갖 위험과 (몇몇은 신뢰할 수 없는 반면, 몇몇은 호의적인) 다른 탈영병들과의 예상치 못한 만남으로 가득하다. 그는 굶주림, 극심한 날씨, 그리고 탈영병들을 찾으라고 보내진 티그(레이 윈스턴 분)이 이끄는 연합군 지방 의용군의 끊임없는 위협을 마주한다. 그는 자신과 같이 전쟁의 공포에 똑같이 영향을 받은 낯선 이들에 의해 도움을 받는다.
인만의 여정이 계속되는 동안, 에이다는 그녀의 아버지의 사망 이후 콜드 마운틴에서 절망적이고 궁핍한 삶을 살고 있다. 그녀는 전쟁으로 파괴된 남부의 악화된 조건들 속에서도 살아남은 블랙 코브의 에이다의 농장과 그녀를 돕기로 결정된 루비 투스(러네이 젤위거 분)라는 이름의 떠돌이 산골 여인에게 도움을 받는다. 루비는 그녀의 소원해진 엉터리같은 탈영병 아버지 스톱로드와 재결합하는데, 그는 블랙 코브에 엄청난 불행을 가져올 위협을 불러온다.
영화는 인만의 서사적 여정과 콜드 마운틴의 에이다의 모습을 번갈아 보여준다.
전쟁이 그들을 찢어놓기 전까지의 에이다와 인만의 짧은 정사의 이야기는 동시에 그 회상 장면을 말함으로써 전개된다.

## 출연진
- 주드 로 - W. P. 인만 역
- 니콜 키드먼 - 에이다 먼로 역
- 러네이 젤위거 - 루비 투스 역
- 에일린 앳킨스 - 매디 역
- 캐시 베이커 - 샐리 스웽거 역
- 제임스 게먼 - 에스코 스왱거 역
- 브렌던 글리슨 - 스톱로드 투스 역
- 필립 시모어 호프먼 - 비지 목사 역
- 찰리 허냄 - 보지 역
- 킬리언 머피 - 발도프 역
- 내털리 포트먼 - 세라 역
- 조반니 리비시 - 주니어 역
- 도널드 서덜랜드 - 먼로 목사 역
- 이선 서플리 - 팽글 역
- 잭 화이트 - 조지아 역
- 레이 윈스턴 - 티그 역
- 루커스 블랙 - 오클리 역
- 에밀리 데이셔넬 - 모건 부인 역
- 지나 말론 - 소식꾼 여자아이 역
- 멜로라 월터스 - 릴라 역
- 타린 매닝 - 실라 역
- 제이 타바레 - 수영하는 사람 역

## 한국판 성우진(MBC)
- 안지환 - 인먼(주드 로)
- 송도영 - 에이다(니콜 키드먼)
- 엄현정 - 루비(러네이 젤위거)
- 김기현
- 기경옥
- 이종혁
- 김호성
- 이상훈
- 최한
- 정재헌
- 이원찬
- 방성준
- 조현정
- 양준건
- 김두희
- 류승곤
- 한경화
- 유상우

## 수상
영화는 아카데미 7 부문에 노미네이트된 것을 포함해 총 70개 이상의 어워드에 노미네이트되었다. 게다가, 영화는 다음과 같은 아카데미 부문에 후보로 올랐었다.
- 남우주연상 (주드 로)
- 촬영상 (존 실)
- 최우수 편집 상 (월터 머치)
- 최우수 영화 스코어 상 (가브리엘 야레드)
- 최우수 영화 음악 상 (T-본 버넷과 엘비스 코스텔로 - "The Scarlet Tide")
- 최우수 영화 음악 상 (Sting - "You Will Be My Ain True Love")

## 제작
콜드 마운틴은 영화가 제작된 배경인데, 실제로 노스캐롤라이나의 헤이우드 카운티의 피스가 국유림에 속해있는 산이다. 그러나, 영화는 버지니아, 사우스 캐롤라이나, 노스 캐롤라이나에서 많은 장면을 촬영했고 대부분은 루마니아에서 촬영되었다. 영화는 점차 증가하고 있던 동유럽에서 만들어진 헐리우드 제작 영화 중 하나였다. 이것은 그 지역에서 더 적은 비용으로 촬영할 수 있었던 이유이기도 하다. 그리고, 트란실바니아는 애팔래치아 산맥보다 현대에 덜 알려져 있기도 했다. (송전선과 전봇대, 포장도로 등이 훨씬 적었다).

### 촬영 장소
- 미국 버지니아주 윌리엄스버그의 8797 포카혼타스 트레일 – 카터 숲
- 미국, 사우스캐롤라이나주 찰리스턴미국, 사우스 캐롤라이나 주 66 조지 스트리트, 찰리스턴 대학
- 미국, 노스 캐롤라이나
- 루마니아, 포티그라푸미국, 버지니아주 리치몬드
- 미국, 사우스캐롤라이나[2]

### 편집
이 영화는 또한 편집 과정에서 기술적이고 산업적인 역전을 보여준다. 월터 머치는 애플의 1000달러 이하의 파이널 컷 프로 소프트웨어로 G4s를 사용하여 콜드 마운틴을 편집했다.이것은 몇몇 고예산 영화에 도입되었었는데, 그런 영화들에서는 보통 비싼 Avid 시스템이 기준이 되는 편집 시스템으로 쓰였다. 영화를 위한 그의 노력은 2005년에 발간된 책인 Behind the Seen: How Walter Murch Edited Cold Mountain Using Apple's Final Cut Pro and What This Means for Cinema에 잘 언급되어 있다.

## 평판
콜드 마운틴은 비평가들로부터 전반적으로 긍정적인 평가를 받았다. Rotten Tomatoes에서 영화는 비평가들로부터 약 71%의 “신선하다”는 반응을 얻었고 또한 90%의 “최고” 라는 반응을 얻었다.[4] Metacritic에서, 영화는 42개의 대개 호의적인 리뷰들에 기반해 100점 만점에 73점을 얻었다.[5]
유명한 영화 비평가인 Roger Ebert는 이 영화에 별점 4개 중 3개를 주면서, “이것은 진귀한 아름다움으로 내전에 가려진 또다른 면을 보여준다. 그리고 특색있는 조연 캐릭터들의 모음을 빛나게 한다"고 언급했다.[6] TIME 지의 영화 비평가 리차드 콜리스는 심지어 이 영화에 100 점 만점을 부여하면서 이 영화를 ”전쟁에서 잃어버린 것과 삶을 구하는 것이 얼마나 가치있는가에 관한 위대하고 가슴아픈 영화 서사시이다. 이것은 또한 순수성과 성숙함의 진귀한 조합이며 올해의 가장 황홀한 사랑 이야기이다."고 칭찬했다.

## 사운드트랙
콜드 마운틴: Motion Picture의 음악에는 주로 여전히 상업적으로 성공을 거두고 있는 한정판 라디오 극의 옛날 방식의 포크 앨범을 사용하여 그레미 상을 거머쥐었던 <오 형제여 어디 있는가?>의 사운드 트랙을 맡았던 T-본 버넷 감독이 참여하였다. 그러므로, 이 두 영화의 앨범을 비교해 볼 수 있을 것이다. 그러나, 이번 사운드 트랙에도 역시 많은 포크 송과 블루스의 요소가 첨가되어 있다.
The White Stripes의 잭 화이트(영화에서 조지아 역을 맡기도 했던)가 노래를 썼고, 엘비스 코스텔로와 스팅이 함께 참여했다. 코스텔로와 스팅의 공헌으로, "The Scarlet Tide" 와 "You Will Be My Ain True Love" 이 두 곡 모두 아카데미 어워드 최우수 영화 음악 부문에 노미네이트되었고 블루그래스 싱어인 알리슨 크라우스가 보컬을 맡았다. 가브리엘 야레드의 오스카에 노미네이트된 노래는 거의 15분 분량에 이르는 4개의 트랙에 의해 대표된다.